# Confédération de Nouvelle-Angleterre
 (décembre 2023).
Si vous disposez d'ouvrages ou d'articles de référence ou si vous connaissez des sites web de qualité traitant du thème abordé ici, merci de compléter l'article en donnant les références utiles à sa vérifiabilité et en les liant à la section « Notes et références ».

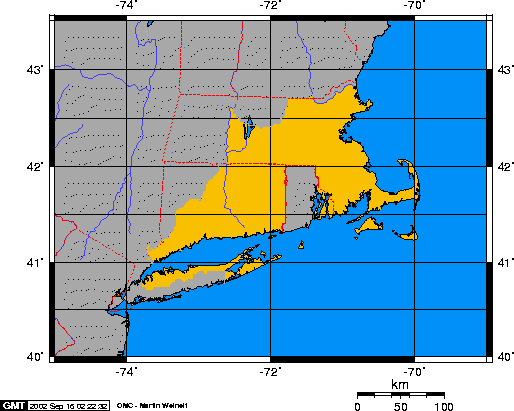
En jaune, le territoire couvert par la confédération de Nouvelle-Angleterre. En tirets rouges, les limites des États actuels.

Les colonies unies de Nouvelle-Angleterre  (The United Colonies of New England), communément appelées confédération de Nouvelle-Angleterre (New England Confederation) était une alliance politique et militaire des colonies britanniques du Massachusetts, de Plymouth, du Connecticut et de New Haven. Fondée le 19 mai 1643, son but premier était d'unir les colonies puritaines contre les Amérindiens de la région. Elle fut créée comme une conséquence directe de la guerre qui avait débuté entre les Mohegan et les Narragansett. Elle avait aussi prévu le retour des criminels en fuite et des domestiques en rupture de contrat et servait de forum pour résoudre les conflits entre les colonies.
La confédération fut affaiblie en 1654 après que le Massachusetts eut refusé de se joindre à la guerre contre les Pays-Bas durant la première guerre anglo-néerlandaise ; cependant la confédération reprit de l'importance durant la guerre du roi Philip en 1676.
La confédération de Nouvelle-Angleterre fut un grand succès dans la création de liens entre les colonies et fournira une base pour leur collaboration future lors de la révolution américaine.
Les colonies s'unissaient dans des buts de défense — elles voulaient se protéger contre les Amérindiens, les Français et les Hollandais. Dans le Confédération, chaque colonie disposait de deux votes, sans tenir compte de sa population.
La confédération de Nouvelle-Angleterre exclut la colonie de Rhode Island, car Rhode Island était perçue comme anarchique, quelquefois surnommée Rogue Island  ("l'île aux Coquins") . Rhode Island abritait alors des personnes exclues d'autres colonies dont Anne Hutchinson.

## Source
- (en) Cet article est partiellement ou en totalité issu de l’article de Wikipédia en anglais intitulé « New England Confederation » (voir la liste des auteurs).